# Rap-metal
A rap-metal egy zenei stílus mely a hardcore rap és a heavy metal legagresszívebb elemeinek ötvözésére törekszik és az 1990-es évek végére az alternative metal egyik legnépszerűbb irányzata lett.
Már a stílussá válás előtt számos sikeres próbálkozás történt a rap és a hard rock összeházasítására – mint például a Run-D.M.C. és az Aerosmith együttműködése a Walk This Way dal felújított változatában, vagy a Beastie Boys Licensed to Ill dala –, de az első igazi rap-metal szám az amerikai Anthrax nevéhez fűződik, akik az 1987-es I'm The Man kislemezük címadó dalában teljesen kiforrott és meglepően versenyképes rappelést vezettek elő egy súlyos heavy metal riff kíséretében. Az olyan funk-metal csapatok, mint a Red Hot Chili Peppers vagy a Faith No More olykor súrolták a rap-metal határait, de azt az intenzív hardcore-tónust, amely a 90-es évek rap-metalját egyértelműen meghatározta, egy újabb Anthrax-felvétel alapozta meg, a Bring the Noise 1991-es feldolgozása, melyben a dal eredeti előadói a Public Enemy tagjai is szerepet vállaltak.
A rap és a metal fúziója működőképesnek bizonyult, ami olyan együttesek lemezein volt tetten érhető a 90-es években mint a Stuck Mojo, a Biohazard vagy a Rage Against The Machine. Az alternative metal és a rap-metal egymásra hatásából, valamint a hiphop-ütemek és az elektronika beszivárgásának hatására a Korn vezetésével egy újabb stílusirányzat a nu metal bontakozott ki az évtized közepén, melynek egyes képviselőit –  mint például a Limp Bizkitet – szintén a rap-metalhoz sorolták, holott a rap-metal eredeti agresszivitása rájuk már nem feltétlenül volt jellemző.